# Marganus II
Marganus II was volgens de legende, zoals beschreven door Geoffrey of Monmouth, koning van Brittannië van 289 v.Chr. - 284 v.Chr. Hij was de zoon van koning Archgallo, en werd opgevolgd door zijn broer Enniaunus. 